# CNG (放送)
CNG(Cloud News Gathering)はインターネットのクラウドサービスを用いた、テレビニュースをはじめとする放送番組素材収集システムのことであり、主として、放送局外の撮影場所(現場)から番組素材となる映像（動画像）、音声をファイル化してクラウドで共有し、放送局に伝送、テレビ番組等に活用するためのシステムを総称したものである。
テレビ放送で使用される動画映像データは、文字情報や静止画などと比較すると膨大な量であるため、これまではコンピュータネットワークを使った伝送には向かないものとして考えられていた。しかしインターネット環境の発達とともにインフラストラクチャーが整備され、各家庭に光ケーブルが敷設され、公共機関やコンビニエンスストアなどに公衆無線LAN（公共WiFi）が整備されるに至り、膨大な量のデータも転送が不可能ではなくなった。加えて映像データの圧縮技術が格段に向上したことにより、地上波放送用の1920×1080、30i (1080i)の画像でも秒間数メガバイト（数メガbps）への圧縮が可能となった。
経済的に弱い地方にあるローカル民放において、放送局や支局のある周辺以外での取材データは、これまで局や支局に持ち帰る以外に伝送手段はなかったが、家庭用（民生用）のビデオカメラを低画質モードに設定し、取材したデータはパソコンなどから公共WiFiを用いてオンラインストレージへアップロードする事で、放送局へ伝送が可能となった。

## ニュース取材の歴史
テレビニュースはその速報性のために、これまで様々な技術革新が行われてきた。
テレビ黎明期のニュース映像は、アナログフィルムカメラで撮影したフィルムを放送局へ持ち帰り、現像し、フィルムカッターで切ってメンディングテープでつなぐという物質的な編集を行い、それをテレシネにかけて電波に乗せるという作業をおこなっていた。また音声もテープレコーダーで録音しカッターで切り貼りする手法で編集されテレシネと同調して放送していた。

## ENGの登場
1970年代に入りU-maticと呼ばれるカセット式のVTRが開発され、さらにバッテリー電源で駆動するポータブルタイプのVTRができたことにより、VTRでのニュース取材が行われるようになった。これはENG（エレクトリック・ニュース・ギャザリング）と呼ばれ、FPU（フィールド・ピックアップ・ユニット）と呼ばれる専用周波数を用いたマイクロ波で長距離伝送を行う事が可能で、各地にFPU基地を建設する事で様々な場所からニュース映像の伝送が出来るようになった。またVTRで撮影された映像・音声はEEDと呼ばれる電気信号によるアナログコピーを行う事で他のVTRに編集を行う手法で編集時間も格段に短縮された。

## SNGの登場
ENGとFPUの登場によって飛躍的に高速化したニュース伝送だったが、FPUはその周波数の特性から直進性が強く、お互いのパラボラアンテナが見通せる環境でしか通信できなかった。そのため山間の地域や建造物に囲まれた場所から伝送を行うには事前の準備が必要で、ニュース現場がこのような地域の場合は多くの人手と時間を要した。このFPUの弱点を補う技術としてSNG（サテライト・ニュース・ギャザリング）と呼ばれる通信衛星を用いた映像伝送が開発された。
通信衛星による映像伝送の歴史は古く、日本で最初の衛星中継は1963年、アメリカ合衆国大統領ジョン・F・ケネディの暗殺を伝えるニュース映像伝送だったが、これらは大規模な設備と強力な電波を用いて行われる国家的な大事業で、一民間放送局が簡単に使用できるようなものではなかった。技術革新と規制緩和、自由競争が1980年代のバブル経済と相まって、国内向けの通信サービスとして通信衛星が用いられるようになり、送信設備も1台の中継車に搭載可能となったことで、衛星中継車SNGが登場したのである。

## IP伝送の登場
SNGの登場によって日本各地から映像伝送が行えるようになったが、SNG中継車は1台数億円もする高価な設備で放送局といえども何台も保有はできない。また通信サービスを行う衛星会社も限られているため周波数にも限りがあり、SNGの運用には放送局同士でのブッキングが必要である。大きな事件事故が発生すると回線申請は混雑し、パソコン上のブッキングブラウザは奪い合いの様相を呈する。また、衛星を用いた電波を扱うには専用の陸上無線技術士の免許が必要であり、発放するのは免許を取得した技術者がのみが行える資格であるため技術者の不足している地方局では有資格者が多忙を極めることになる。このような事態から脱却する手段として特殊専用回線から汎用一般回線への乗り換えが行われ始めた。NTTのフレッツ光サービスに代表される一般向け通信サービスの帯域を用いて圧縮処理された映像音声を数秒間の遅延で伝送するシステムで、富士通のIPシリーズやクボッテックのMpegBlockシリーズである。それぞれに演算素子の改良やソフトウエアの向上によって今日では充分に放送に耐えうる画質と低遅延を実現している。

## 移動式IP伝送の登場
IP伝送の登場は無線技術士免許を持たないカメラマンや記者にも素材伝送を可能とする画期的な出来事であったが、どこからでも伝送できる訳ではない。IP伝送機は基本的に一対向で利用するのが原則で、事前にIPアドレスを登録した拠点間を結んで行うのが一般的である。そのため地方の放送局はIP伝送の拠点を複数設ける事が必要で、ENGの素材伝送は取材現場から伝送拠点まで移動して行う必要があった。またSNGのように生中継を行う場合は伝送拠点からケーブルの届く範囲でしか行えなかった。この点を改善して導入されたのがポータブル衛星IP通信サービスポータリンクである。